# Пьетрантони, Агостина
Святая Агостина Пьетрантони (урожд. Ливия; итал. Agostina Livia Pietrantoni, 27 марта 1864, Поццалья-Сабина, Лацио — 13 ноября 1894, Рим) — итальянская монахиня и медсестра, работала в госпитале в Риме, где ухаживала за больными туберкулёзом. Убита пациентом в 1894 году.

## Биография
Родилась в семье бедных фермеров Франческо Пьетрантони и Катерины Костантини в Поццалья-Сабина. В 1871 году 7-летняя Ливия начала работать на строительстве дорог, а с 1876 года на зимние месяцы уезжала в Тиволи для сбора оливок. Отказалась выходить замуж и в январе 1886 года вместе со своим дядей-священником Маттео отправилась в Рим, чтобы стать монахиней. 13 августа 1887 года приняла постриг и взяла имя Агостина. Была отправлена в римскую больницу Санто-Спирито, где и работала до самой смерти.

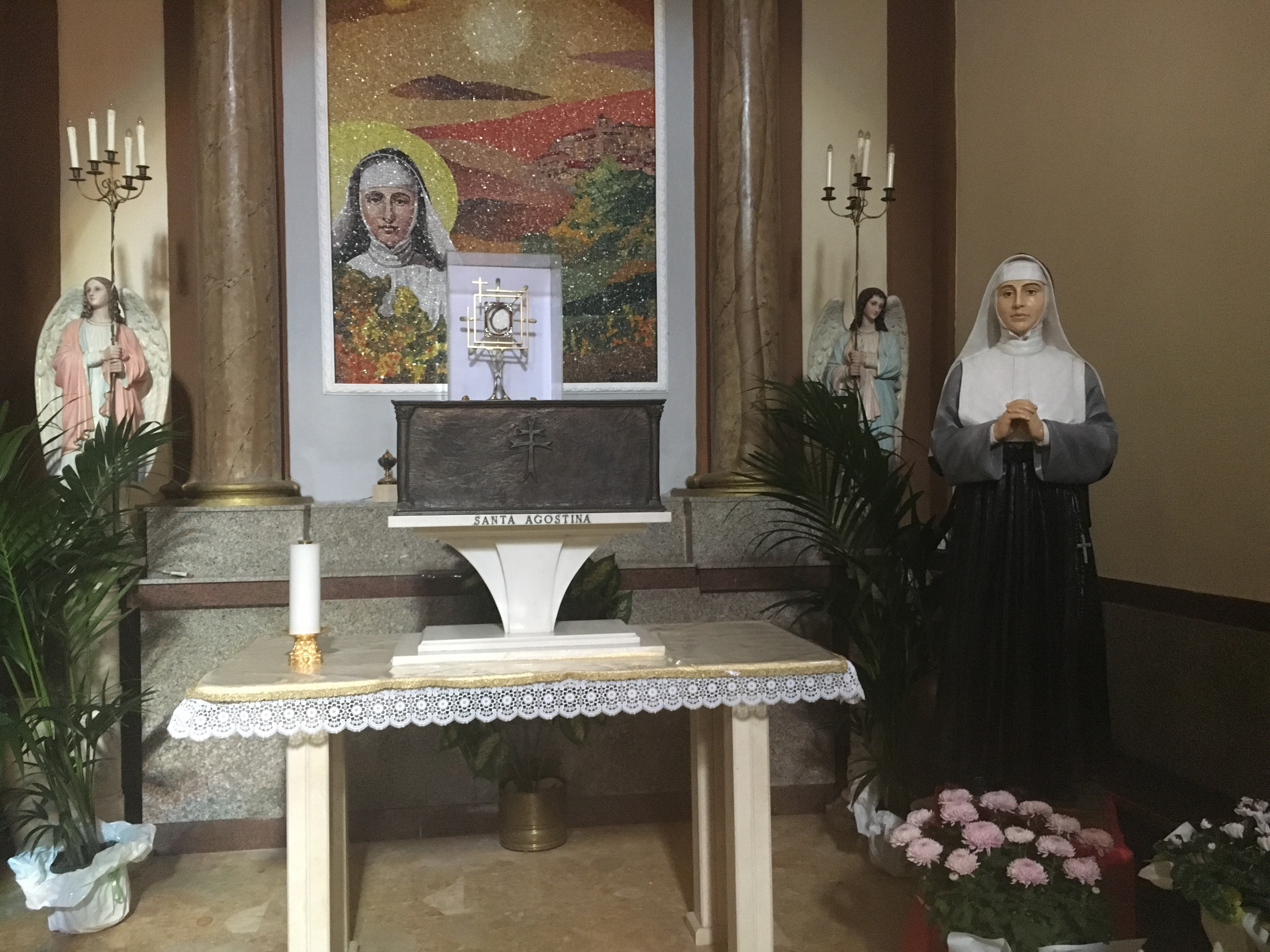
Рака святой Агостины в Поццалья-Сабина

Работая с туберкулёзными больными, Пьетрантони сама заразилась, но выздоровела, и поэтому в 1889 году её назначили в туберкулёзное отделение. Однажды на неё напал и избил пациент, поскольку она отобрала у него нож. Происшествие обеспокоило её наставницу, хотя Пьетрантони настаивала на том, что с ней всё в порядке. В это время её начал преследовать пациент Джузеппе Романелли и даже угрожал расправой. Вечером 12 ноября 1894 года её попросили взять отпуск, так как сёстры беспокоились за её безопасность, но она отказалась. Утром 13 ноября 1894 года Романелли напал на неё с ножом в тёмном коридоре, нанеся три удара в плечо, левую руку, ярёмную вену и последний удар в грудь. Пьетрантони простила своего убийцу за несколько мгновений до смерти; её последними словами были «Мама, помоги мне». Профессор Акилле Баллори (ум. 1914), который уже однажды предупреждал её о Романелли, писал, что «сестра Агостина позволила зарезать себя, как ягнёнка»; он отметил, что у неё не было сокращений ни нервов, ни сердца.

## Почитание
Процесс беатификации начался при папе Пии XII 14 декабря 1945 года, и Пьетрантони была названа слугой Божьей. 19 сентября 1968 года папа Павел VI объявил её достопочтимой; он же беатифицировал Пьетрантони 12 ноября 1972 года на площади Святого Петра после подтверждения двух чудес. После подтверждения третьего чуда, папа Иоанн Павел II канонизировал Пьетрантони 18 апреля 1999 года.
20 мая 2003 года Итальянская епископальная конференция объявила Пьетрантони покровительницей медсестёр.